# Gare de Wavre
Ne doit pas être confondu avec la Gare de Wavre-Sainte-Catherine (en néerlandais : Sint-Katelijne-Waver)
La gare de Wavre est une gare ferroviaire belge de la ligne 139, de Louvain à Ottignies, située sur le territoire de la ville de Wavre dans la province du Brabant wallon en Région wallonne.
Elle est mise en service en 1855 par la compagnie des Chemins de fer de la Jonction de l'Est et celle du Chemin de fer de Charleroi à Louvain. 
C'est une gare de la Société nationale des chemins de fer belges (SNCB) desservie par des trains InterCity (IC), Suburbains (S) et Touristiques (T).

## Situation ferroviaire
Établie à 53 mètres d'altitude, la gare de Wavre est située au point kilométrique (PK) 24,00 de la ligne 139, de Louvain à Ottignies entre les gares de Basse-Wavre et de Bierges-Walibi.

## Histoire
La gare de Wavre est mise en service le 12 février 1855, lors de l'ouverture de la section de Louvain à Wavre réalisée conjointement par la Société anonyme des Chemins de fer belges de la Jonction de l'Est, qui exploite une ligne entre Wavre et Manage (actuelles lignes 139 et 141), et par le Chemin de fer de Charleroi à Louvain qui construisit les lignes 139 et 140.
La première compagnie confiera l’exploitation de son réseau à la Société Générale d'Exploitation tandis que la seconde, devenue, Chemins de fer de l'est-belge en 1859, devint par fusion la compagnie du Grand Central belge entre 1864 et 1871 et prend à sa charge l’entretien de la gare de Wavre. L'administration des chemins de fer de l'État belge avait entretemps racheté une part importante du réseau de la Société Générale d'Exploitation dont la ligne passant par Wavre et reprit le contrôle du Grand Central belge entre 1897 et 1898.
Dans les années 2010-2020 desserte de la gare de Wavre augmente fortement dans le cadre de la revalorisation par la SNCB des lignes 139 et 140 ainsi que de la création d'une desserte ferroviaire de l'Aéroport de Charleroi-Bruxelles-Sud rendant possible de relier directement Wavre à Louvain et Charleroi (avec un arrêt à Fleurus près de l'aéroport).

## Service des voyageurs

### Accueil
Gare SNCB, elle dispose d'un bâtiment voyageurs, avec guichets, ouvert tous les jours. Un service pour les personnes à la mobilité réduite est disponible tous les jours

### Desserte
Wavre est desservie par des trains InterCity (IC), Suburbains (S) et Touristiques (ICT) de la Société nationale des chemins de fer belges circulant sur la ligne commerciale 139 Louvain – Ottignies. 
La desserte est constituée de trains IC-24 (Charleroi-Central – Fleurus – Ottignies – Louvain) au rythme d'un par heure, et S20 (Ottignies – Louvain) toutes les demi-heures en semaine et toutes les heures les week-ends ainsi que de trains de la S61 vers Jambes (Namur) via Charleroi, circulant toutes les heures. 
Les week-ends, il existe également deux aller-retours de trains touristiques (T) qui relient Bruxelles-Midi à Ottignies via Louvain, Wavre et Bierges-Walibi. 

### Intermodalité
Un parc pour les vélos et un parking pour les véhicules y sont aménagés. 
Sur le parvis, des bus desservent la gare : réseau TEC Brabant Wallon (lignes 36 et 543), réseau De Lijn (ligne R75) .

## Comptage voyageurs
Ce graphique et tableau montre le nombre de voyageurs embarquant en moyenne durant la semaine, le samedi et le dimanche.
| Nombre de passagers qui embarquent à la gare de Wavre | Nombre de passagers qui embarquent à la gare de Wavre | Nombre de passagers qui embarquent à la gare de Wavre | Nombre de passagers qui embarquent à la gare de Wavre |
|                                                       | Semaine                                               | Samedi                                                | Dimanche                                              |
| ----------------------------------------------------- | ----------------------------------------------------- | ----------------------------------------------------- | ----------------------------------------------------- |
| 1977                                                  | 2 330                                                 | 604                                                   | 311                                                   |
| 1978                                                  | 2 242                                                 | 571                                                   | 343                                                   |
| 1979                                                  | 2 227                                                 | 532                                                   | 308                                                   |
| 1980                                                  | 2 131                                                 | 601                                                   | 295                                                   |
| 1981                                                  | 2 015                                                 | 583                                                   | 281                                                   |
| 1982                                                  | 1 826                                                 | 478                                                   | 253                                                   |
| 1983                                                  | 1 806                                                 | 420                                                   | 255                                                   |
| 1984                                                  | 1 748                                                 | 389                                                   | 155                                                   |
| 1985                                                  | 1 608                                                 | 462                                                   | 253                                                   |
| 1986                                                  | 1 736                                                 | 483                                                   | 280                                                   |
| 1987                                                  | 1 726                                                 | 407                                                   | 258                                                   |
| 1988                                                  | 1 778                                                 | 491                                                   | 280                                                   |
| 1989                                                  | 1 958                                                 | 546                                                   | 324                                                   |
| 1990                                                  | 1 330                                                 | 451                                                   | 225                                                   |
| 1991                                                  | 1 480                                                 | 369                                                   | 258                                                   |
| 1992                                                  | 1 987                                                 | 441                                                   | 270                                                   |
| 1993                                                  | 1 493                                                 | 461                                                   | 267                                                   |
| 1994                                                  | 2 281                                                 | 520                                                   | 255                                                   |
| 1995                                                  | 2 238                                                 | 462                                                   | 266                                                   |
| 1996                                                  | 1 835                                                 | 583                                                   | 302                                                   |
| 1997                                                  | 1 950                                                 | 391                                                   | 231                                                   |
| 1998                                                  | 2 058                                                 | 536                                                   | 216                                                   |
| 1999                                                  | 1 212                                                 | 382                                                   | 204                                                   |
| 2000                                                  | 1 659                                                 | 399                                                   | 289                                                   |
| 2001                                                  | 1 327                                                 | 356                                                   | 194                                                   |
| 2002                                                  | 1 436                                                 | 348                                                   | 273                                                   |
| 2003                                                  | 1 292                                                 | 541                                                   | 351                                                   |
| 2004                                                  | 1 346                                                 | 485                                                   | 285                                                   |
| 2005                                                  | 1 600                                                 | 443                                                   | 326                                                   |
| 2006                                                  | 1 550                                                 | 450                                                   | 187                                                   |
| 2007                                                  | 1 477                                                 | 468                                                   | 271                                                   |
| 2008                                                  | -                                                     | -                                                     | -                                                     |
| 2009                                                  | 1 393                                                 | 402                                                   | 250                                                   |
| 2010                                                  | -                                                     | -                                                     | -                                                     |
| 2011                                                  | -                                                     | -                                                     | -                                                     |
| 2012                                                  | 1 142                                                 | 427                                                   | 328                                                   |
| 2013                                                  | 1 149                                                 | 494                                                   | 249                                                   |
| 2014                                                  | 1 090                                                 | 387                                                   | 278                                                   |
| 2015                                                  | 968                                                   | 380                                                   | 316                                                   |
| 2016                                                  | 903                                                   | 331                                                   | 224                                                   |
| 2017                                                  | 985                                                   | 285                                                   | 269                                                   |
| 2018                                                  | 927                                                   | 356                                                   | 249                                                   |
| 2019                                                  | 962                                                   | 170                                                   | 220                                                   |
| 2020                                                  | 719                                                   | 368                                                   | 296                                                   |
| 2021                                                  | -                                                     | -                                                     | -                                                     |
| 2022                                                  | 912                                                   | 362                                                   | 375                                                   |
| 2023                                                  | 1 081                                                 | 658                                                   | 553                                                   |
| 2024                                                  | 1 025                                                 | 635                                                   | 439                                                   |

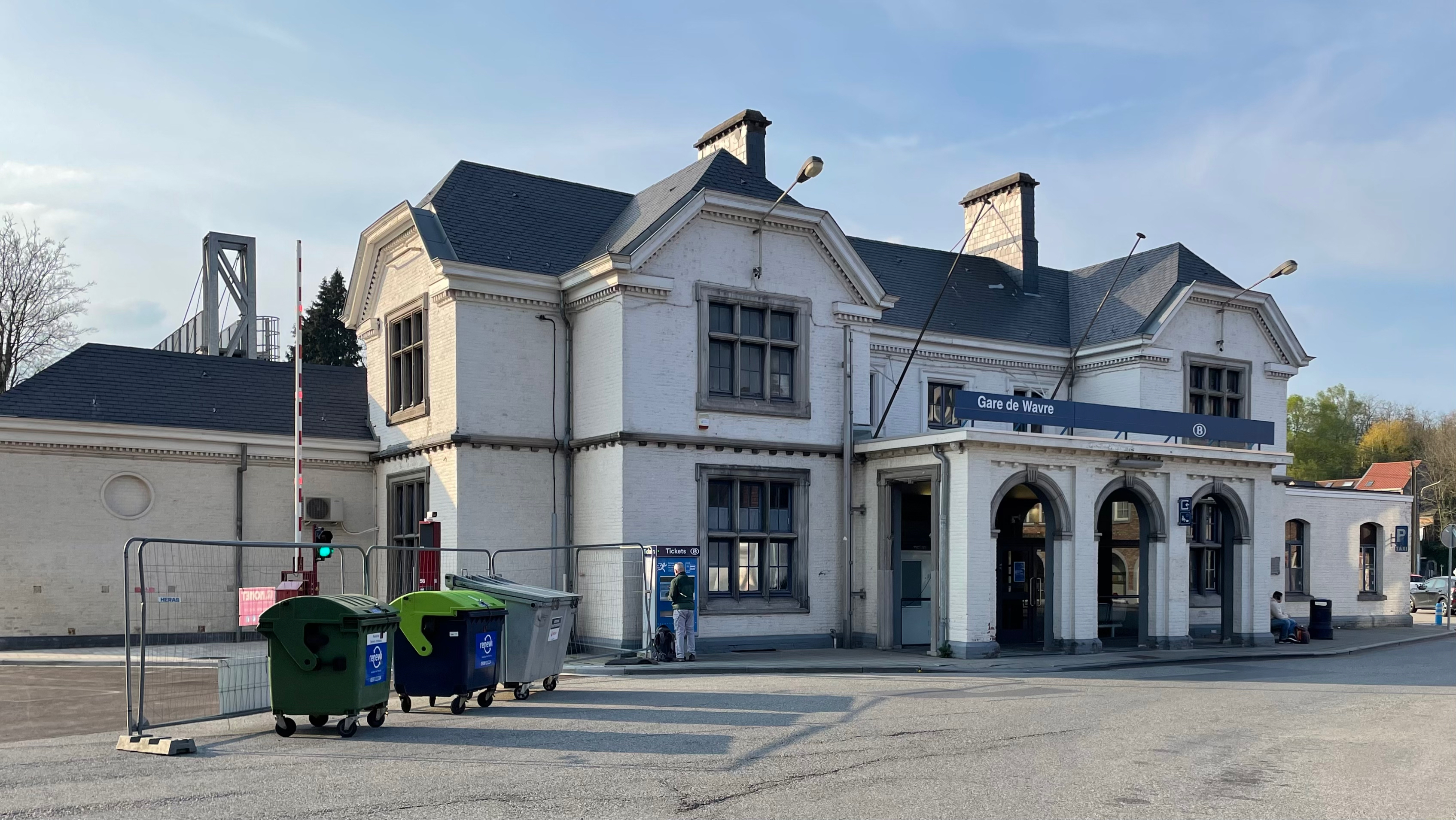
Bâtiment de la gare en 2023.
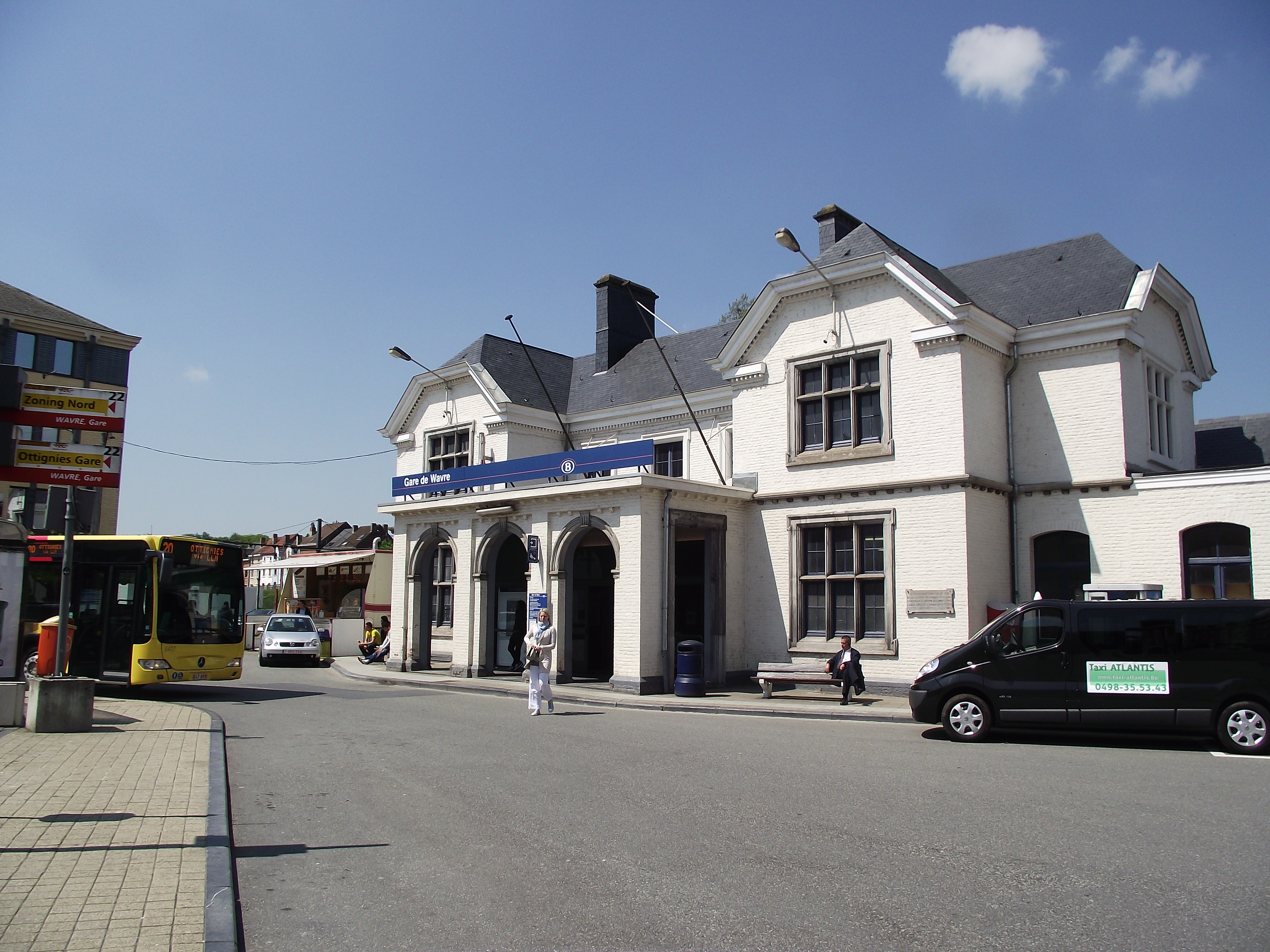
Ancien arrêt de bus.
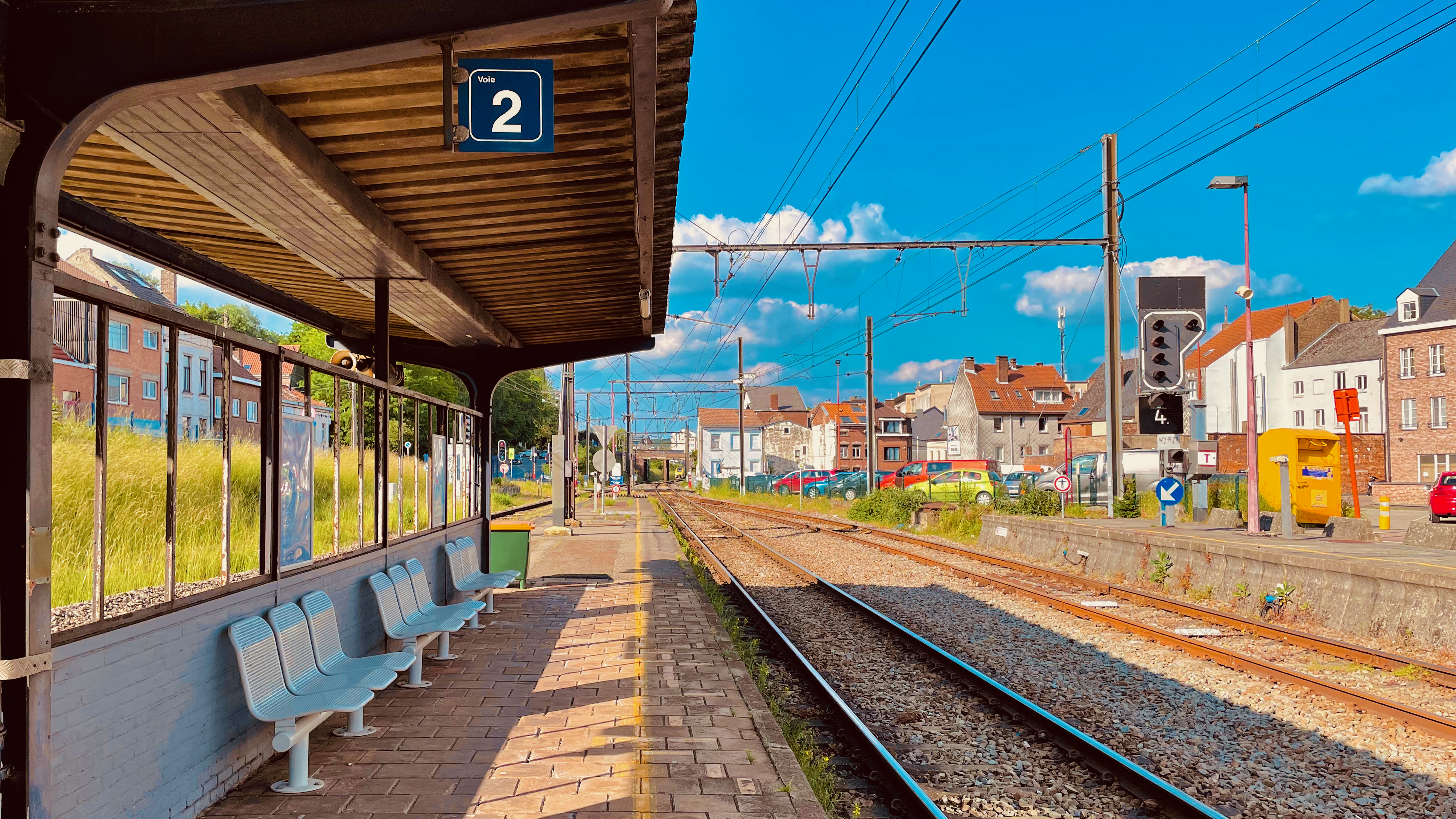
Quai central.
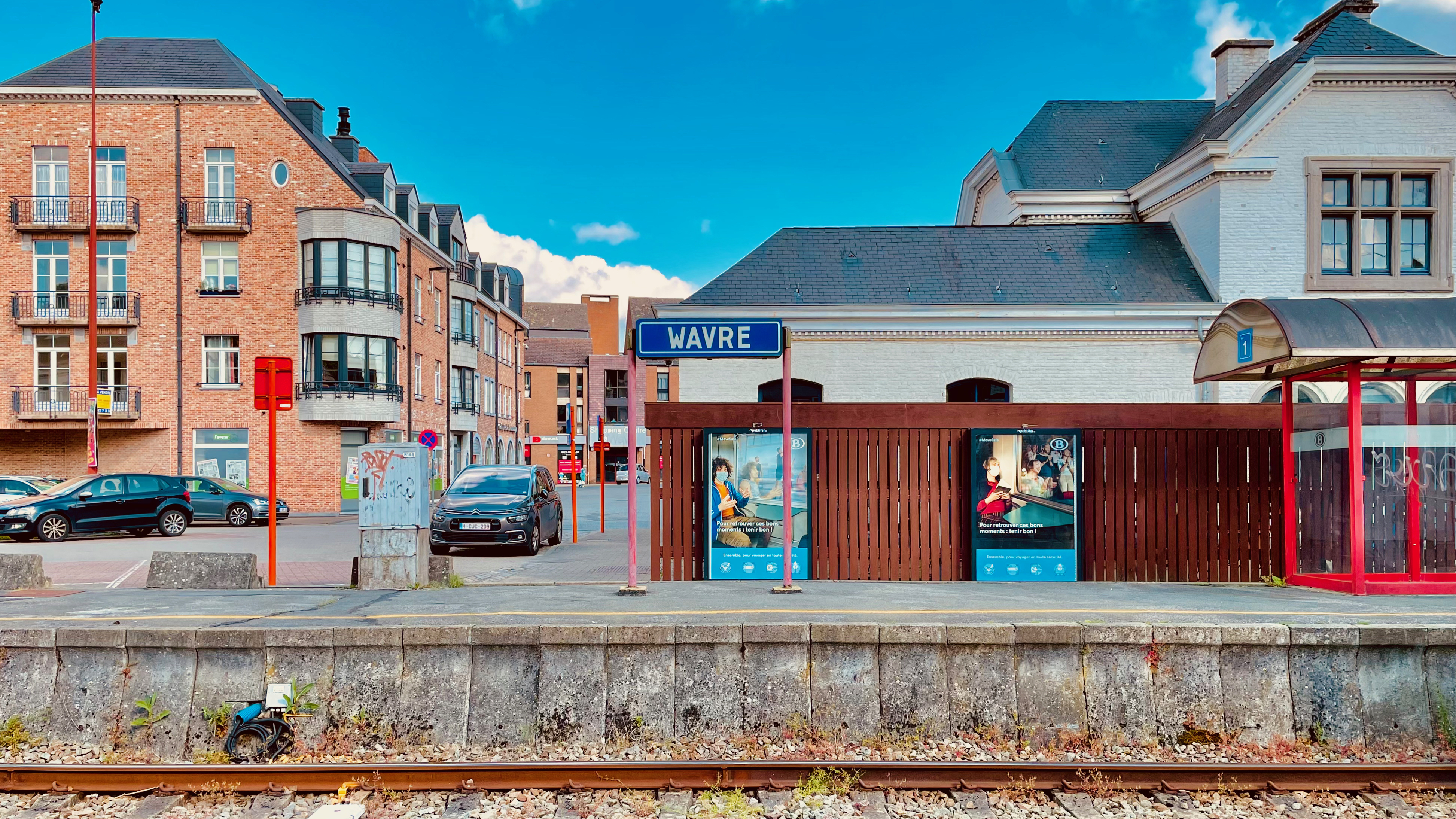
Place de la gare, vue depuis le quai.

## Patrimoine ferroviaire
Bien qu'appartenant au chemin de fer de Charleroi à Louvain, le bâtiment de la gare a été construit dans le style des gares de la Jonction de l'Est. Il quasiment identique à celle de Nivelles-Nord édifiée par cette compagnie qui emploie un style de gares unique en Belgique avec des toitures à pans coupés et des fenêtres rectangulaires divisées en six rectangles.
Le bâtiment est composé d’une volume de deux niveaux sous bâtière à demi-croupes avec trois travées au centre encadrées de chaque côté par deux saillies d’une travée sous bâtière transversale pans coupés qui est prolongé au centre par un avant-corps à toit plat. Cet avant corps a été étendu côté rue et est constitué de trois ouvertures à arc en plein cintre.
Par la suite, des extensions sans étage à toit à croupe ont été réalisées de chaque côté. Elles emploient l’arc bombé pour les percements.
Seuls deux autres bâtiments de ce type sont connus pour avoir existé (Nivelles-Nord et Feluy-Arquennes) et tous deux ont été démolis (celui de Feluy était plus petit et ne comportait qu'un seul pignon). D'autres gares de ce type ont peut-être existé sans avoir été photographiées.